# Gene costitutivo
In biologia molecolare, si definiscono geni costitutivi (housekeeping genes in lingua inglese) quei geni che vengono attivamente trascritti e tradotti a un livello relativamente elevato. Generalmente, essi codificano proteine ed enzimi fondamentali per la vita della cellula, e che pertanto devono essere sempre presenti ed espressi in ogni tessuto. 
Alcuni esempi comuni di geni costitutivi sono, per esempio i geni che codificano la proteina actina, o enzimi quali le esochinasi o le aldolasi.
Solitamente, anche se non necessariamente, i geni costitutivi possiedono promotori forti, tali da garantirne gli elevati livelli di espressione genica. Il termine solitamente è da considerarsi opposto a "geni regolati" (a loro volta suddivisi in geni "inducibili" e geni "reprimibili"), ovvero quei geni la cui trascrizione e traduzione sono sotto stretto controllo cellulare. Nonostante la loro espressione avvenga in modo costitutivo, anche i geni costitutivi sono comunque soggetti a una qualche regolazione, per esempio tramite meccanismi di feedback che limitano la presenza dei loro prodotti nel citoplasma.
In laboratorio, i geni costitutivi vengono utilizzati come standard comparativi per la reazione a catena della polimerasi quantitativa, in quanto si assume che la loro resa non dipenda dalle condizioni sperimentali.
Banca dati: Housekeeping and Reference Transcript Atlas Archiviato il 18 maggio 2021 in Internet Archive.